# Felipa Enriqueta de Hohenlohe-Langenburg
Felipa Enriqueta de Hohenlohe-Langenburg (en alemany Philippine Henriette von Hohenlohe-Langenburg) va néixer a Langenburg (Alemanya) el 19 de novembre de 1679 i va morir a Bergzabern el 14 de gener de 1751. Era filla del comte Enric Frederic de Hohenlohe-Langenburg (1625-1699) i de Juliana Dorotea de Castell-Remlingen (1640-1706).

## Matrimoni i fills
El 25 d'abril de 1699 es va casar a Saarbrücken amb Lluís de Nassau Saarbrücken (1663-1713), fill de Gustau Adolf de Nassau-Saarbrücken (1632-1677) i d'Elionor Clara de Hohenlohe-Neuenstein (1632-1709). El matrimoni va tenir vuit fills:
- Elise (1700-1712)
- Elionor Dorotea (1701-1702)
- Enriqueta (1702-1769)
- Carolina (1704-1774), casada amb Cristià III de Zweibrucken-Birkenfeld (1674-1735).
- Lluisa Enriqueta (1705-1766), casada amb el príncep Frederic Carles de Stolberg-Gedern (1693-1767).
- Elionor (1707-1769) casada amb Lluís de Hohenlohe-Langenburg (1696-1765).
- Lluís (1709-1710)
- Cristina (1711-1712)